# Josefin Neldén
Kristina Josefin Neldén, född 17 december 1984 i Backa församling, Göteborg, är en svensk skådespelare.
Neldén är utbildad vid Wendelsbergs teater och skolscen. Hon filmdebuterade 2005 i Ulf Malmros film Tjenare kungen och gjorde 2007 sin scendebut i föreställningen En måste ju leva på Angereds Teater i Göteborg. År 2014 nominerades hon till en Guldbagge för Bästa kvinnliga biroll för rollen som Lena i filmen Känn ingen sorg, som är baserad på Håkan Hellströms texter och musik. Mellan 2017 och 2020 spelade hon rollen som Maggan i dramaserien Vår tid är nu på Sveriges Television. Vid Guldbaggegalan 2021 nominerades Neldén i kategorin Bästa kvinnliga huvudroll för sin insats i Psykos i Stockholm.
Josefin Neldén fick 2020 Sten A Olssons kulturstipendium.

## Filmografi
- 2005 – Tjenare kungen
- 2007 – Predikanten
- 2009 – Stenhuggaren
- 2009 – 183 dagar
- 2010 – Kommissarie Winter
- 2011 – Simon och ekarna
- 2013 – Känn ingen sorg
- 2014 – Min så kallade pappa
- 2015 – Pojkarna
- 2017–2020 – Vår tid är nu (TV-serie)
- 2017 – Alex (TV-serie)
- 2018 – Gräns
- 2019 – 438 dagar
- 2020 – Psykos i Stockholm
- 2021 – Sagan om Karl-Bertil Jonssons julafton
- 2022 – Försvunna människor (TV-serie)
- 2024 – Den svenska torpeden
- 2024 – Doktrinen (TV-serie)
- 2025 – Bert sabbar allt

## Teater i urval
| År   | Roll | Produktion                                     | Regi              | Teater                 |
| ---- | ---- | ---------------------------------------------- | ----------------- | ---------------------- |
| 2007 |      | En måste ju leva                               |                   | Angereds teater        |
| 2009 |      | Apberget                                       |                   | Angereds teater        |
| 2009 |      | Gangs of Gothenburg                            |                   | Backa teater           |
| 2010 |      | Medeas barn                                    |                   | Backa teater           |
| 2011 |      | Systrarna                                      |                   | Backa teater           |
| 2011 |      | Processen                                      |                   | Backa teater           |
| 2012 |      | 5boys.com                                      |                   | Backa teater           |
| 2013 |      | Utopia2012                                     |                   | Backa teater           |
| 2013 |      | Run for your life                              |                   | Backa teater           |
| 2013 |      | Blood on ice                                   |                   | Backa teater           |
| 2013 |      | 2556 dagar                                     |                   | Backa teater           |
| 2019 |      | Vi som fick leva om våra liv Mattias Andersson | Mattias Andersson | Backa Teater/ Dramaten |
| 2025 |      | En folkefiende Henrik Ibsen                    | Viktor Tjerneld   | Göteborgs stadsteater  |